# Silvrettahorn
Silvrettahorn är ett berg på gränsen mellan Österrike och Schweiz. Toppen på Silvrettahorn är 3 244 meter över havet. Silvrettahorn ingår i Silvretta Gruppe.
Silvrettahorn är den högsta punkten i trakten.
Trakten runt Silvrettahorn består i huvudsak av kala bergstoppar och isformationer.